# Ampolla

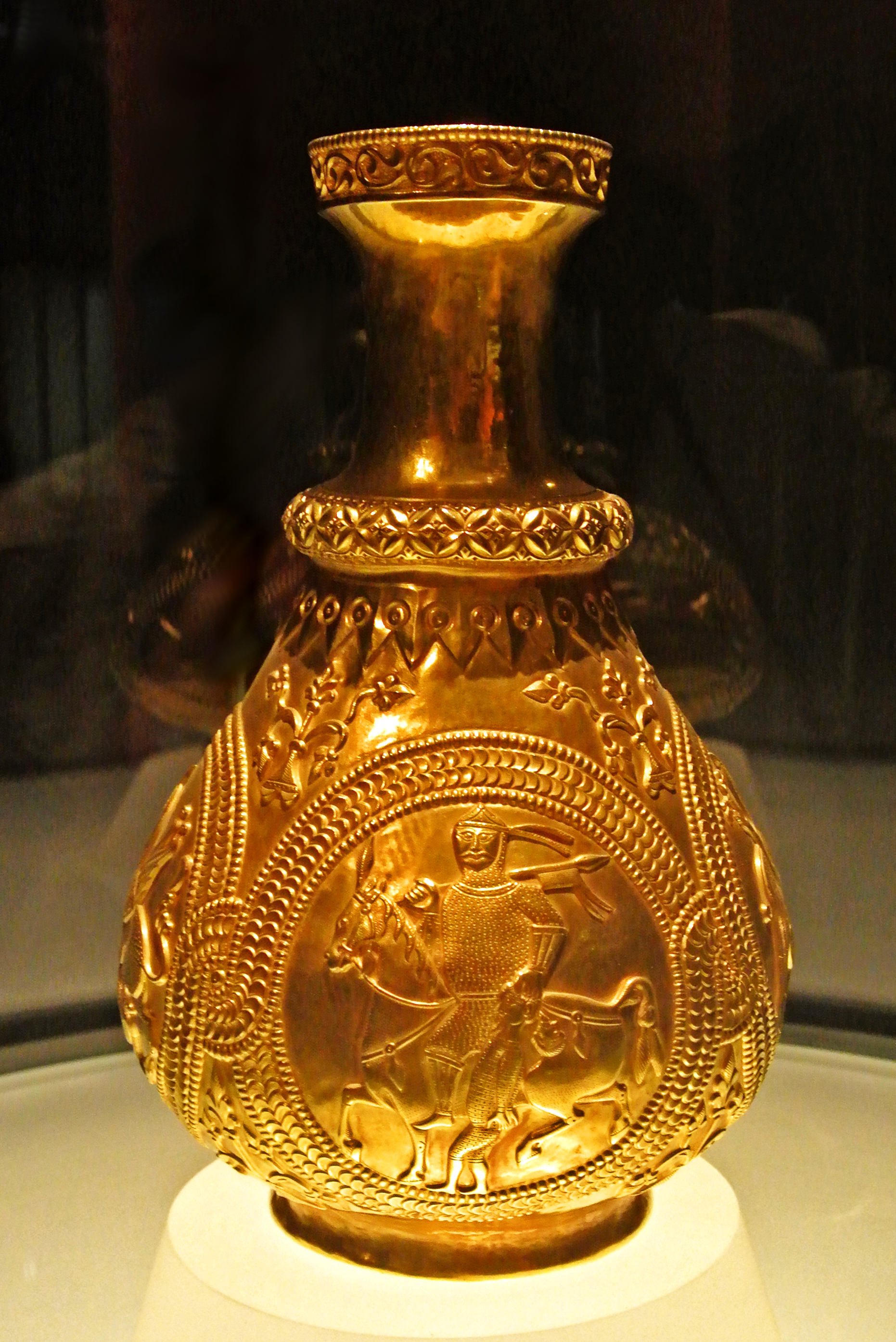
Un'ampolla, appartenente al tesoro di Nagyszentmiklós (VIII secolo).

Il termine ampólla si riferisce in genere a vasi di ogni forma e materia, ma viene usato più propriamente per indicare piccoli contenitori di vetro a fondo piatto, con un collo stretto e il ventre rigonfio come una vescica. In certi casi può avere anche dei manici e un tappo, in genere dello stesso materiale del vaso.
Per il suo simbolismo femminile, l'ampolla rappresentava il recipiente atto ad accogliere l'acqua o una soluzione liquida in grado di far fermentare la vita, come nelle pozioni e negli elisir di immortalità ricercati dagli alchimisti. Per questo ha assunto spesso una valenza rituale.

## Storia e simbologia

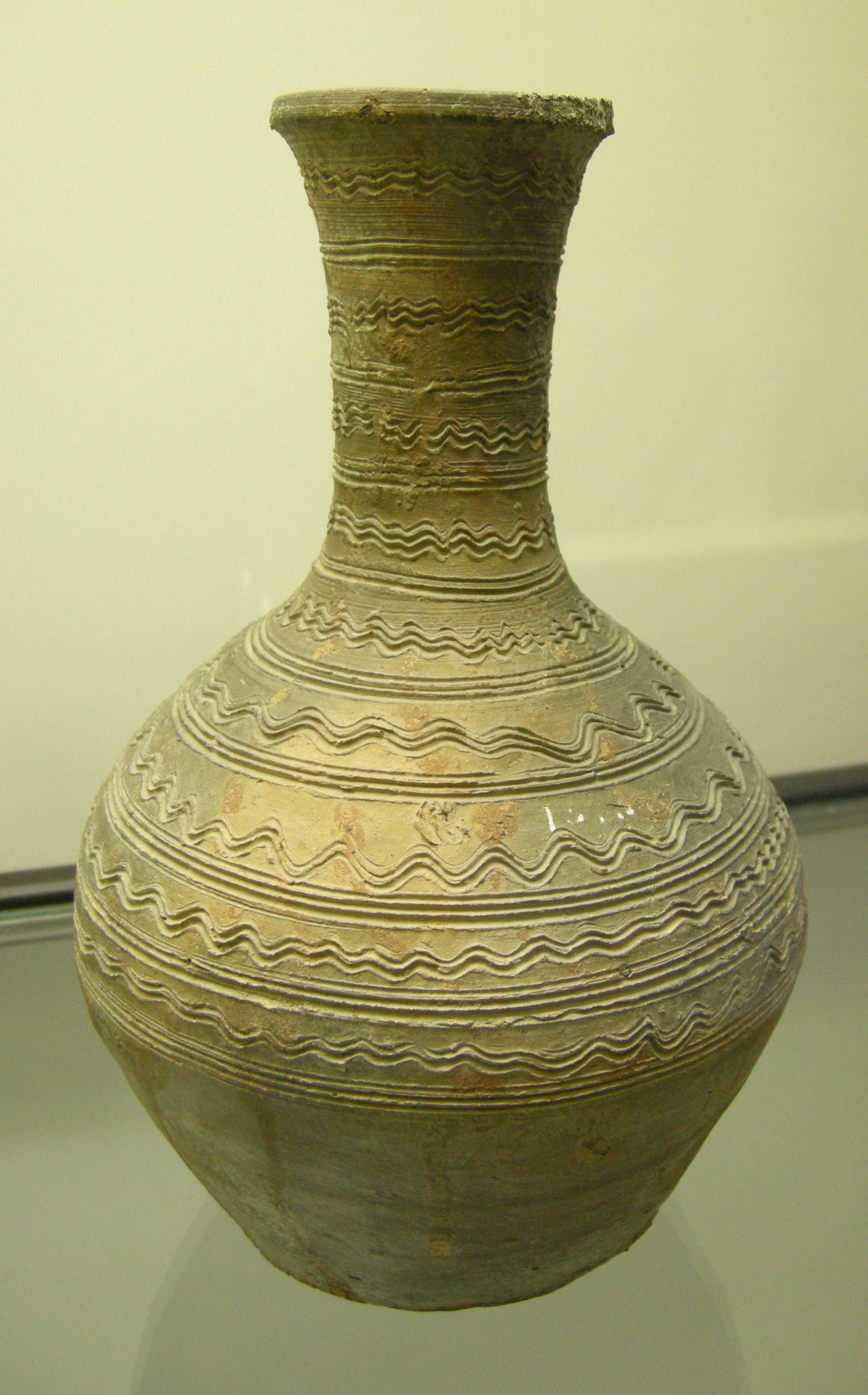
Un'ampolla longobarda

Il nome deriva presumibilmente da un diminutivo di àmphora, tipico vaso con manici molto usato nell'antichità.
Gli antichi usavano questi oggetti per contenervi gli oli per il bagno oppure bevande, mentre oggi si è conservato l'uso di portarvi a tavola olio e aceto; uso che, in cucina, fu introdotto nel tardo XVII secolo e si diffuse rapidamente in tutta Italia, dove l'olio e l'aceto erano già di uso frequente.
In molte catacombe cristiane sono state rinvenute ampolle usate per accogliere un piccolo campione di sangue della persona defunta, poste accanto al sepolcro. Si è pensato inizialmente che questa pratica riguardasse solo la sepoltura dei martiri, ma d'altra parte era d'uso anche presso i Romani collocare sulle tombe dei morti alcune ampolle piene di acqua lustrale, usata cioè nel rito purificatorio di inumazione, oppure contenenti le 
lacrime dei familiari o delle prefiche preposte al canto dei lamenti funebri.

### L'ampolla di San Gennaro

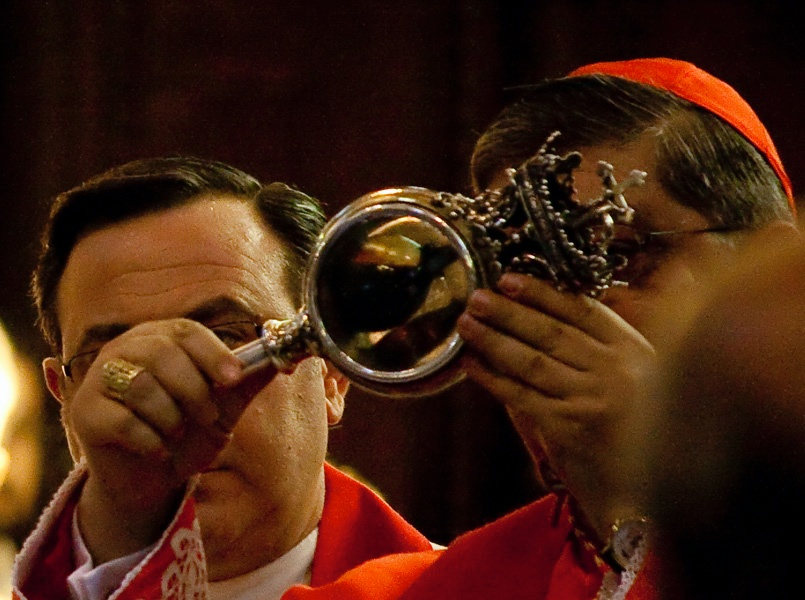
L'ampolla col sangue di San Gennaro.

Una storica ampolla dotata di un'aura di sacralità è quella risalente all'incirca all'anno 305, piena del sangue di San Gennaro, vescovo di Benevento, e che venne conservata per secoli nella cattedrale di Napoli. Il 19 settembre di ogni anno la città partenopea celebra la festa del santo, durante la quale il contenuto bruno-rossastro dell'ampolla, coagulato in forma solida, giunge a liquefarsi dopo essere stato estratto dalla sua cassaforte, portato in processione e posto sull'altare della Cattedrale.

### LaSanta Ampolla

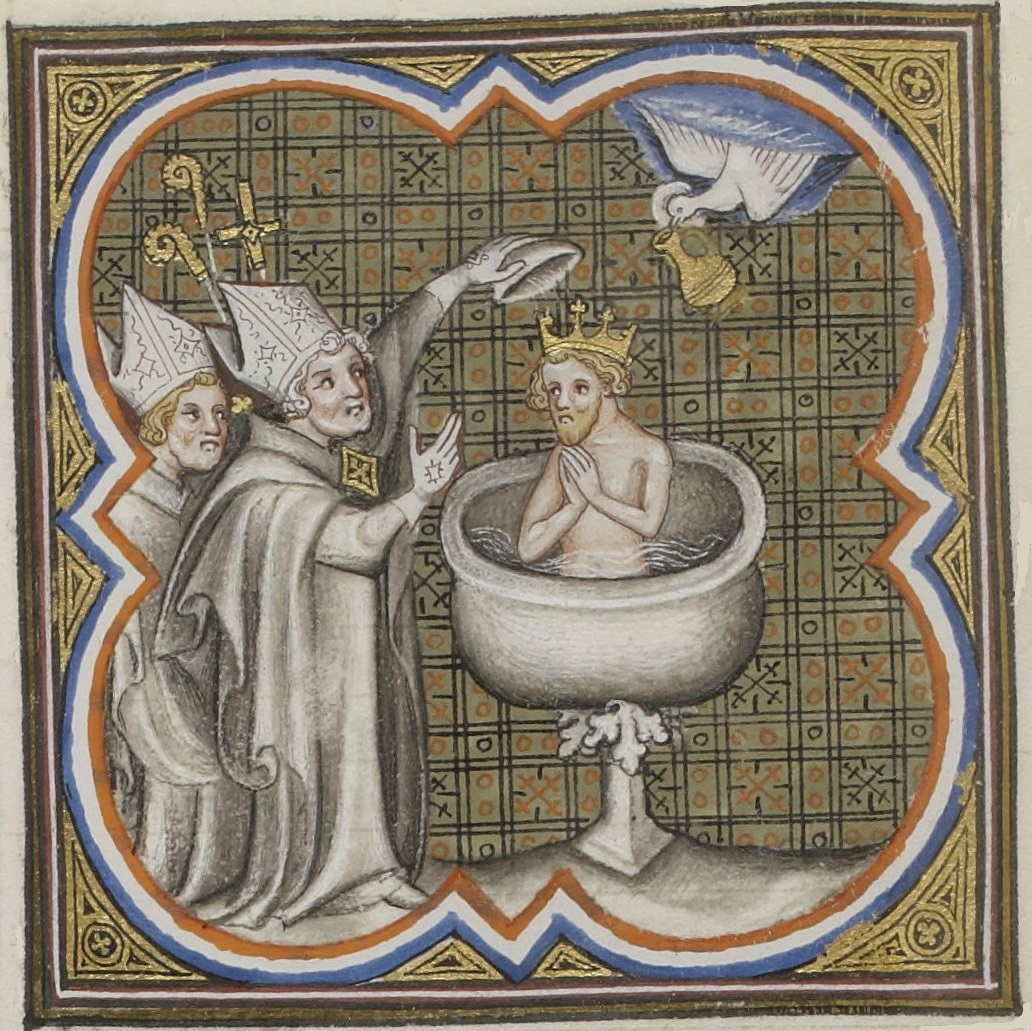
Lo Spirito Santo, in forma di colomba, reca la Santa Ampolla contenente l'unguento per il battesimo del re Clodoveo I.

Un'altra celebre fiala è la Santa Ampolla contenente l'olio per ungere i sovrani di Francia in occasione della loro incoronazione. L'olio sarebbe stato tramandato sin dal tempo di Clodoveo I; l'ampolla fu conservata per un certo periodo nella tomba di San Remigio e successivamente nell'abbazia di Saint-Remi a Reims. Andata distrutta durante la Rivoluzione francese, sarebbe stata teoricamente ricomposta per essere utilizzata l'ultima volta nell'incoronazione di Carlo X.

### Altri significati
Per il suo aspetto rigonfio l'ampolla ha dato luogo a una metafora per indicare uno stile enfatico, ridondante o esagerato, in tal senso «ampolloso».

## Uso

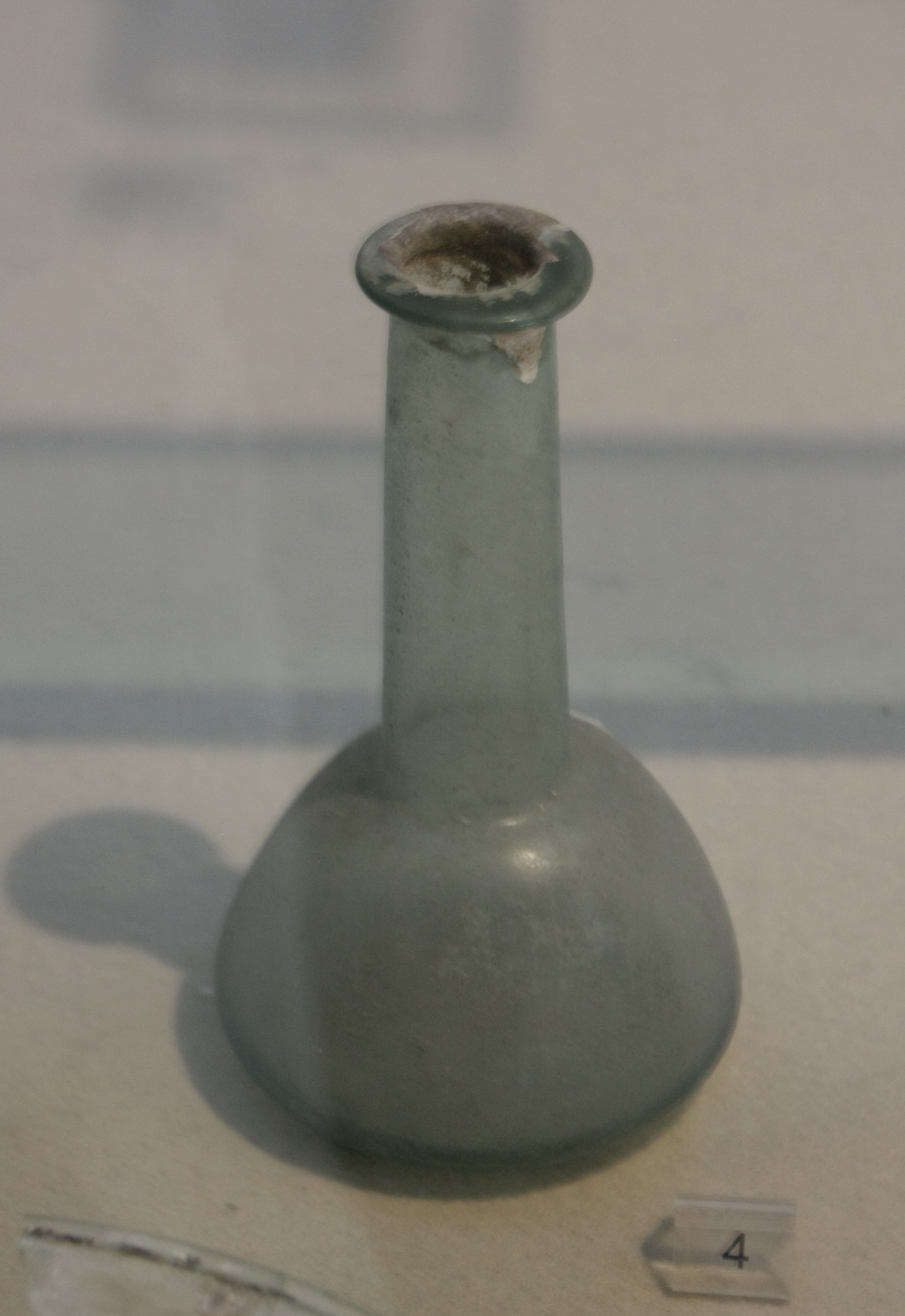
Ampolla a bulbo di epoca romana (Museo archeologico regionale di Siracusa)

Piccole ampolle, comunemente dette ampolline, vengono usate durante la liturgia cattolica per contenere l'acqua e il vino dell'Eucaristia. Queste ampolle sono solitamente fatte di vetro, anche se a volte se ne trovano anche di metalli preziosi, come l'oro o l'argento.
Contenitori di questo tipo, ma generalmente in vetro speciale, sono usati nei laboratori per contenere i reagenti chimici, oppure come sede di fenomeni che devono avvenire fuori del contatto atmosferico.

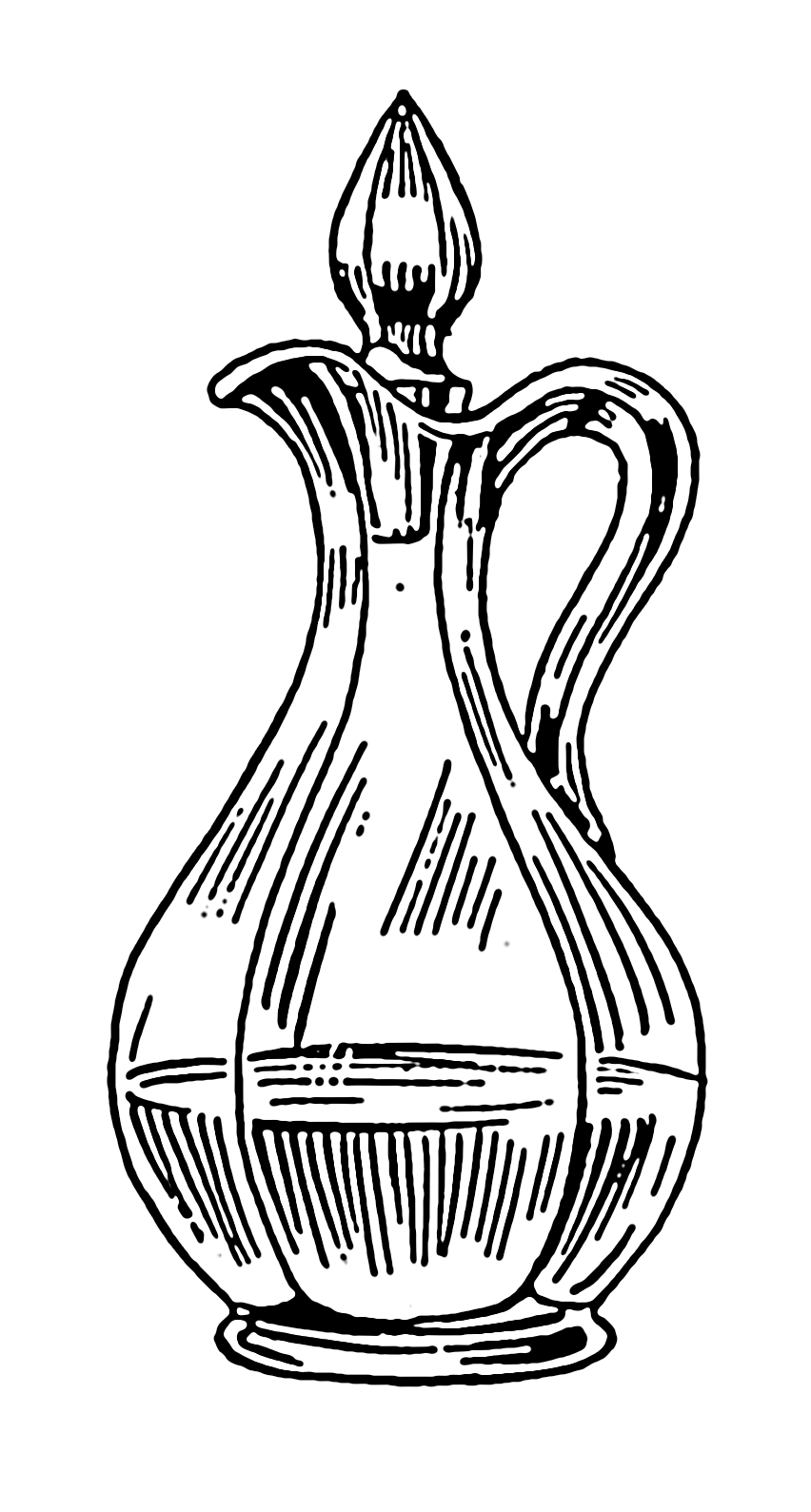
Disegno di un'ampolla destinata a contenere olio

Per il resto le ampolle, in genere, sono usate in cucina per contenere condimenti liquidi come olio d'oliva ed aceto. Possono anche servire come decanter per il succo di limone, il succo d'aglio ed altri condimenti impiegati nella preparazione delle pietanze.

### Tipi
Un'ampolla è normalmente realizzata in vetro, ceramica o acciaio inox.
Altri tipi di ampolle vanno dal semplice decanter in vetro ad oggetti di cristallo finemente cesellato, altamente decorativi. Alcune ampolle possono essere insolite ed avere solo funzione ornamentale. Piccole ampolle di raffinata fattura, in vetro o altro materiale, venivano usate fin dall'antichità per contenere profumi o unguenti di bellezza.
Un tipo di ampolla tecnica è il matraccio, dal collo lungo, estensivamente usato nei laboratori di chimica. Anche la beuta deriva come forma dall'ampolla.